# Puerto Quijarro

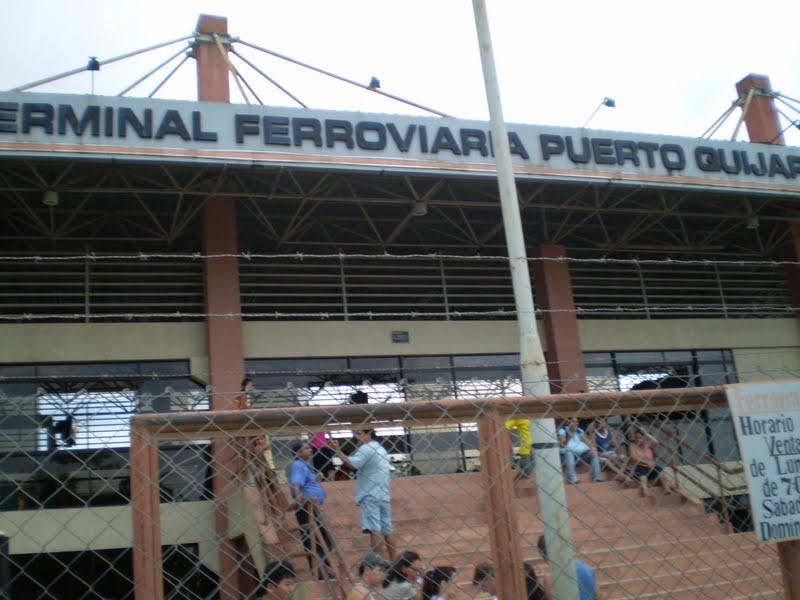
Estação Ferroviária de Puerto Quijarro

Puerto Quijarro é uma cidade situada na província de Germán Busch, no leste do Departamento de Santa Cruz, na Bolívia. Se encontra na fronteira com o Brasil. Apresenta um clima tropical e se encontra no Pantanal Boliviano. Sua economia se baseia principalmente na exportação de cereais e derivados por seu porto, assim como no intercâmbio comercial com a cidade brasileira de Corumbá. O Canal Tamengo é uma importante via navegável que liga a cidade aos rios navegáveis do Paraguai e Paraná.
A cidade de Puerto Quijarro é quase conurbada com a vizinha cidade boliviana de Puerto Suárez, bem como com a cidade brasileira de Corumbá.
Oficialmente, a sua população é de 12 903 (2001). Antonio Quijarro foi o seu fundador.
18 de junho de 1940 é comemorado como a data de fundação do município. Boas estradas e uma linha ferroviária conectam Puerto Quijarro com o resto da Bolívia e com o Brasil. Conta com o importante porto de Puerto Aguirre.
Conta hoje com uma população estimada de 15 000 pessoas. Foi fundada por Antonio Quijarro em 18 de junho de 1940. Originou-se a partir da implantação da estrada de ferro que ligou o Brasil ao departamento boliviano de Santa Cruz. Quijarro orgulha-se de possuir a primeira estação ferroviária da Bolívia.